# Shangjin (köpinghuvudort i Kina, Hubei Sheng, lat 33,14, long 110,04)
Shangjin (kinesiska: 上津) är en köpinghuvudort i Kina. Den ligger i provinsen Hubei, i den centrala delen av landet, omkring 490 kilometer nordväst om provinshuvudstaden Wuhan. Antalet invånare är 28 813. Befolkningen består av 13 853 kvinnor och 14 960 män. Barn under 15 år utgör 13,0 %, vuxna 15-64 år 79 %, och äldre över 65 år 7,0 %.
Runt Shangjin är det ganska tätbefolkat, med 139 invånare per kvadratkilometer. Det finns inga andra samhällen i närheten. I omgivningarna runt Shangjin växer i huvudsak blandskog.
Genomsnittlig årsnederbörd är 900 millimeter. Den regnigaste månaden är juli, med i genomsnitt 156 mm nederbörd, och den torraste är december, med 5 mm nederbörd.